# Archontophoenix alexandrae
Espèce
Classification phylogénétique
L'Archontophoenix alexandrae est une espèce végétale de la famille des Arecaceae. Ce palmier d'origine australienne est souvent utilisé comme arbre décoratif.